# Llista d'asteroides/168701-168800
| Nom      | Designació provisional | Data de descobriment   | Lloc de descobriment | Descobridor/s  |
| -------- | ---------------------- | ---------------------- | -------------------- | -------------- |
| 168701 - | 2000 GU159             | 7 d'abril de 2000      | Socorro              | LINEAR         |
| 168702 - | 2000 GC175             | 5 d'abril de 2000      | Anderson Mesa        | LONEOS         |
| 168703 - | 2000 GP183             | 2 d'abril de 2000      | Mauna Kea            | Mauna Kea      |
| 168704 - | 2000 GA186             | 3 d'abril de 2000      | Kitt Peak            | Spacewatch     |
| 168705 - | 2000 HN                | 24 d'abril de 2000     | Kitt Peak            | Spacewatch     |
| 168706 - | 2000 HE1               | 24 d'abril de 2000     | Kitt Peak            | Spacewatch     |
| 168707 - | 2000 HR6               | 24 d'abril de 2000     | Kitt Peak            | Spacewatch     |
| 168708 - | 2000 HJ10              | 27 d'abril de 2000     | Socorro              | LINEAR         |
| 168709 - | 2000 HS34              | 25 d'abril de 2000     | Anderson Mesa        | LONEOS         |
| 168710 - | 2000 HE41              | 28 d'abril de 2000     | Socorro              | LINEAR         |
| 168711 - | 2000 HM74              | 30 d'abril de 2000     | Haleakala            | NEAT           |
| 168712 - | 2000 HY79              | 28 d'abril de 2000     | Anderson Mesa        | LONEOS         |
| 168713 - | 2000 HN86              | 30 d'abril de 2000     | Anderson Mesa        | LONEOS         |
| 168714 - | 2000 JQ10              | 7 de maig de 2000      | Socorro              | LINEAR         |
| 168715 - | 2000 JF16              | 5 de maig de 2000      | Socorro              | LINEAR         |
| 168716 - | 2000 JK41              | 7 de maig de 2000      | Socorro              | LINEAR         |
| 168717 - | 2000 JP59              | 7 de maig de 2000      | Socorro              | LINEAR         |
| 168718 - | 2000 JM73              | 2 de maig de 2000      | Anderson Mesa        | LONEOS         |
| 168719 - | 2000 KF7               | 27 de maig de 2000     | Socorro              | LINEAR         |
| 168720 - | 2000 KB12              | 28 de maig de 2000     | Socorro              | LINEAR         |
| 168721 - | 2000 KB45              | 29 de maig de 2000     | Kitt Peak            | Spacewatch     |
| 168722 - | 2000 LH                | 1 de juny de 2000      | Prescott             | P. G. Comba    |
| 168723 - | 2000 OR9               | 31 de juliol de 2000   | Črni Vrh             | Črni Vrh       |
| 168724 - | 2000 OG10              | 23 de juliol de 2000   | Socorro              | LINEAR         |
| 168725 - | 2000 OH16              | 23 de juliol de 2000   | Socorro              | LINEAR         |
| 168726 - | 2000 OP29              | 30 de juliol de 2000   | Socorro              | LINEAR         |
| 168727 - | 2000 OJ30              | 30 de juliol de 2000   | Socorro              | LINEAR         |
| 168728 - | 2000 OZ33              | 30 de juliol de 2000   | Socorro              | LINEAR         |
| 168729 - | 2000 OA44              | 30 de juliol de 2000   | Socorro              | LINEAR         |
| 168730 - | 2000 OX51              | 30 de juliol de 2000   | Socorro              | LINEAR         |
| 168731 - | 2000 OF55              | 29 de juliol de 2000   | Anderson Mesa        | LONEOS         |
| 168732 - | 2000 OT55              | 29 de juliol de 2000   | Anderson Mesa        | LONEOS         |
| 168733 - | 2000 PD2               | 1 d'agost de 2000      | Socorro              | LINEAR         |
| 168734 - | 2000 PB28              | 4 d'agost de 2000      | Haleakala            | NEAT           |
| 168735 - | 2000 QX7               | 25 d'agost de 2000     | Farra d'Isonzo       | Farra d'Isonzo |
| 168736 - | 2000 QF22              | 24 d'agost de 2000     | Socorro              | LINEAR         |
| 168737 - | 2000 QT32              | 26 d'agost de 2000     | Socorro              | LINEAR         |
| 168738 - | 2000 QN47              | 24 d'agost de 2000     | Socorro              | LINEAR         |
| 168739 - | 2000 QG57              | 26 d'agost de 2000     | Socorro              | LINEAR         |
| 168740 - | 2000 QG81              | 24 d'agost de 2000     | Socorro              | LINEAR         |
| 168741 - | 2000 QZ88              | 25 d'agost de 2000     | Socorro              | LINEAR         |
| 168742 - | 2000 QY92              | 25 d'agost de 2000     | Socorro              | LINEAR         |
| 168743 - | 2000 QO97              | 28 d'agost de 2000     | Socorro              | LINEAR         |
| 168744 - | 2000 QB102             | 28 d'agost de 2000     | Socorro              | LINEAR         |
| 168745 - | 2000 QJ102             | 28 d'agost de 2000     | Socorro              | LINEAR         |
| 168746 - | 2000 QY118             | 25 d'agost de 2000     | Socorro              | LINEAR         |
| 168747 - | 2000 QY121             | 25 d'agost de 2000     | Socorro              | LINEAR         |
| 168748 - | 2000 QB124             | 25 d'agost de 2000     | Socorro              | LINEAR         |
| 168749 - | 2000 QA158             | 31 d'agost de 2000     | Socorro              | LINEAR         |
| 168750 - | 2000 QZ162             | 31 d'agost de 2000     | Socorro              | LINEAR         |
| 168751 - | 2000 QP174             | 31 d'agost de 2000     | Socorro              | LINEAR         |
| 168752 - | 2000 QQ174             | 31 d'agost de 2000     | Socorro              | LINEAR         |
| 168753 - | 2000 QE185             | 26 d'agost de 2000     | Socorro              | LINEAR         |
| 168754 - | 2000 QM190             | 26 d'agost de 2000     | Socorro              | LINEAR         |
| 168755 - | 2000 QY190             | 26 d'agost de 2000     | Socorro              | LINEAR         |
| 168756 - | 2000 QJ199             | 29 d'agost de 2000     | Socorro              | LINEAR         |
| 168757 - | 2000 QV200             | 29 d'agost de 2000     | Socorro              | LINEAR         |
| 168758 - | 2000 QH202             | 29 d'agost de 2000     | Socorro              | LINEAR         |
| 168759 - | 2000 QM206             | 31 d'agost de 2000     | Socorro              | LINEAR         |
| 168760 - | 2000 QB212             | 31 d'agost de 2000     | Socorro              | LINEAR         |
| 168761 - | 2000 QQ212             | 31 d'agost de 2000     | Socorro              | LINEAR         |
| 168762 - | 2000 QG215             | 31 d'agost de 2000     | Socorro              | LINEAR         |
| 168763 - | 2000 QM215             | 31 d'agost de 2000     | Socorro              | LINEAR         |
| 168764 - | 2000 QH220             | 21 d'agost de 2000     | Anderson Mesa        | LONEOS         |
| 168765 - | 2000 QH223             | 21 d'agost de 2000     | Anderson Mesa        | LONEOS         |
| 168766 - | 2000 QF224             | 26 d'agost de 2000     | Socorro              | LINEAR         |
| 168767 - | 2000 QZ244             | 25 d'agost de 2000     | Cerro Tololo         | M. W. Buie     |
| 168768 - | 2000 RN15              | 1 de setembre de 2000  | Socorro              | LINEAR         |
| 168769 - | 2000 RO16              | 1 de setembre de 2000  | Socorro              | LINEAR         |
| 168770 - | 2000 RD17              | 1 de setembre de 2000  | Socorro              | LINEAR         |
| 168771 - | 2000 RM19              | 1 de setembre de 2000  | Socorro              | LINEAR         |
| 168772 - | 2000 RW21              | 1 de setembre de 2000  | Socorro              | LINEAR         |
| 168773 - | 2000 RA22              | 1 de setembre de 2000  | Socorro              | LINEAR         |
| 168774 - | 2000 RC28              | 1 de setembre de 2000  | Socorro              | LINEAR         |
| 168775 - | 2000 RD30              | 1 de setembre de 2000  | Socorro              | LINEAR         |
| 168776 - | 2000 RU30              | 1 de setembre de 2000  | Socorro              | LINEAR         |
| 168777 - | 2000 RD37              | 3 de setembre de 2000  | Socorro              | LINEAR         |
| 168778 - | 2000 RK48              | 3 de setembre de 2000  | Socorro              | LINEAR         |
| 168779 - | 2000 RX48              | 3 de setembre de 2000  | Socorro              | LINEAR         |
| 168780 - | 2000 RN52              | 4 de setembre de 2000  | Kitt Peak            | Spacewatch     |
| 168781 - | 2000 RO59              | 7 de setembre de 2000  | Kitt Peak            | Spacewatch     |
| 168782 - | 2000 RN63              | 3 de setembre de 2000  | Socorro              | LINEAR         |
| 168783 - | 2000 RB104             | 6 de setembre de 2000  | Socorro              | LINEAR         |
| 168784 - | 2000 SQ2               | 20 de setembre de 2000 | Socorro              | LINEAR         |
| 168785 - | 2000 SS7               | 22 de setembre de 2000 | Kitt Peak            | Spacewatch     |
| 168786 - | 2000 SK11              | 24 de setembre de 2000 | Socorro              | LINEAR         |
| 168787 - | 2000 SE22              | 19 de setembre de 2000 | Haleakala            | NEAT           |
| 168788 - | 2000 SN28              | 23 de setembre de 2000 | Socorro              | LINEAR         |
| 168789 - | 2000 SF33              | 24 de setembre de 2000 | Socorro              | LINEAR         |
| 168790 - | 2000 SR36              | 24 de setembre de 2000 | Socorro              | LINEAR         |
| 168791 - | 2000 SQ43              | 25 de setembre de 2000 | Haleakala            | NEAT           |
| 168792 - | 2000 ST56              | 24 de setembre de 2000 | Socorro              | LINEAR         |
| 168793 - | 2000 SS57              | 24 de setembre de 2000 | Socorro              | LINEAR         |
| 168794 - | 2000 SV63              | 24 de setembre de 2000 | Socorro              | LINEAR         |
| 168795 - | 2000 SU70              | 24 de setembre de 2000 | Socorro              | LINEAR         |
| 168796 - | 2000 SC76              | 24 de setembre de 2000 | Socorro              | LINEAR         |
| 168797 - | 2000 SS79              | 24 de setembre de 2000 | Socorro              | LINEAR         |
| 168798 - | 2000 SK88              | 24 de setembre de 2000 | Socorro              | LINEAR         |
| 168799 - | 2000 SL93              | 23 de setembre de 2000 | Socorro              | LINEAR         |
| 168800 - | 2000 SW93              | 23 de setembre de 2000 | Socorro              | LINEAR         |